# فج البئر
فَجُّ البئر (بالقشتالية: Ajalvir) هي مدينة وبلدية في منطقة الحكم الذاتي وتقع في منطقة مدريد في وسط إسبانيا. تبلغ مساحة هذه المدينة 19.62 (كم²)، ويبلغ عدد سكانها 3558 نسمة حسب إحصاء سنة 2008 مـ.

## وصلات خارجية
- الموقع الرسمي